# Ranunculus gusmannii
Ranunculus gusmannii là một loài thực vật có hoa trong họ Mao lương. Loài này được Humb. ex Caldas miêu tả khoa học đầu tiên năm 1809.